# Italia ai Giochi della IX Olimpiade

## Medaglie

### Per discipline
| Sport             | Oro | Argento | Bronzo | Totale |
| ----------------- | --- | ------- | ------ | ------ |
| Pugilato          | 3   | 0       | 1      | 4      |
| Scherma           | 2   | 1       | 2      | 5      |
| Canottaggio       | 1   | 0       | 1      | 2      |
| Ciclismo          | 1   | 0       | 0      | 1      |
| Ginnastica        | 0   | 2       | 0      | 2      |
| Sollevamento pesi | 0   | 2       | 0      | 2      |
| Lotta             | 0   | 0       | 2      | 2      |
| Calcio            | 0   | 0       | 1      | 1      |
| Totale            | 7   | 5       | 7      | 19     |

### Medaglie
| Medaglia | Nome | Sport             | Evento                                |
| -------- | --- | ----------------- | ------------------------------------- |
| Oro      | Giovanni Delise Giliante D'Este Valerio Perentin Nicolò Vittori Renato Petronio (tim.) | Canottaggio       | Quattro con                           |
| Oro      | Cesare Facciani Giacomo Gaioni Mario Lusiani Luigi Tasselli | Ciclismo          | Inseguimento a squadre                |
| Oro      | Vittorio Tamagnini | Pugilato          | Pesi gallo                            |
| Oro      | Carlo Orlandi | Pugilato          | Pesi leggeri                          |
| Oro      | Piero Toscani | Pugilato          | Pesi medi                             |
| Oro      | Giorgio Chiavacci Giulio Gaudini Gioacchino Guaragna Giorgio Pessina Ugo Pignotti Oreste Puliti                                                                                                  | Scherma           | Fioretto a squadre                    |
| Oro      | Carlo Agostoni Giulio Basletta Marcello Bertinetti Giancarlo Cornaggia-Medici Renzo Minoli Franco Riccardi                                                                                       | Scherma           | Spada a squadre                       |
| Argento  | Romeo Neri | Ginnastica        | Concorso alla sbarra                  |
| Argento  | Bianca Ambrosetti Lavinia Gianoni Luigina Giavotti Virginia Giorgi Germana Malabarba Clara Marangoni Luigina Perversi Diana Pizzavini Anna Tanzini Carolina Tronconi Ines Vercesi Rita Vittadini | Ginnastica        | Concorso generale a squadre femminile |
| Argento  | Renato Anselmi Bino Bini Gustavo Marzi Oreste Puliti Emilio Salafia Giulio Sarrocchi | Scherma           | Sciabola a squadre                    |
| Argento  | Pierino Gabetti | Sollevamento pesi | Pesi piuma                            |
| Argento  | Carlo Galimberti | Sollevamento pesi | Pesi medi                             |
| Bronzo   | Umberto Bonadè Pietro Freschi Paolo Gennari Cesare Rossi | Canottaggio       | Quattro senza                         |
| Bronzo   | Italia | Calcio            | Torneo maschile                       |
| Bronzo   | Giovanni Gozzi | Lotta             | greco-romana gallo                    |
| Bronzo   | Girolamo Quaglia | Lotta             | greco-romana piuma                    |
| Bronzo   | Carlo Cavagnoli | Pugilato          | Pesi mosca                            |
| Bronzo   | Giulio Gaudini | Scherma           | Fioretto individuale                  |
| Bronzo   | Bino Bini | Scherma           | Sciabola individuale                  |

### Plurimedagliati
| Nome           | Sport   | Oro | Argento | Bronzo | Totale |
| -------------- | ------- | --- | ------- | ------ | ------ |
| Oreste Puliti  | Scherma | 1   | 1       | 0      | 2      |
| Giulio Gaudini | Scherma | 1   | 0       | 1      | 2      |

## Risultati

### Calcio
| Atleta | Classifica |                   |
| --- | --- | ----------------- |
| V · D · M Nazionale italiana · Calcio ai Giochi Olimpici Estivi 1928 P Combi · P De Prà · P Degani · D Bellini · D Caligaris · D Gasperi · D Pietroboni · D Rosetta · D Viviano · C Baloncieri · C Bernardini · C Ferraris IV · C Genovesi · C Janni · C Pitto · C Rivolta · C Rossetti · A Banchero · A Levratto · A Magnozzi · A Pastore · A Schiavio · CT : Rangone | Bronzo |                   |
| Nazionale italiana · Calcio ai Giochi Olimpici Estivi 1928 | |                   |
| P Combi · P De Prà · P Degani · D Bellini · D Caligaris · D Gasperi · D Pietroboni · D Rosetta · D Viviano · C Baloncieri · C Bernardini · C Ferraris IV · C Genovesi · C Janni · C Pitto · C Rivolta · C Rossetti · A Banchero · A Levratto · A Magnozzi · A Pastore · A Schiavio · CT: Rangone                                                                       | P Combi · P De Prà · P Degani · D Bellini · D Caligaris · D Gasperi · D Pietroboni · D Rosetta · D Viviano · C Baloncieri · C Bernardini · C Ferraris IV · C Genovesi · C Janni · C Pitto · C Rivolta · C Rossetti · A Banchero · A Levratto · A Magnozzi · A Pastore · A Schiavio · CT: Rangone | Italia (bandiera) |